# BeNe Supercup 2012
De BeNe Supercup 2012 werd gespeeld op dinsdag 14 augustus 2012 in het Argosstadion Achter de Kazerne te Mechelen. Het was de tweede editie van de voetbalwedstrijd, waarin de landskampioenen van België en Nederland het tegen elkaar opnamen. De BeNe Supercup ging ditmaal vooraf aan een seizoen waarin de Belgische en Nederlandse clubs het ook tegen elkaar op gaan nemen in de Women's BeNe League, waarvan de BeNe SuperCup de eerste aanzet was. De wedstrijd tussen ADO Den Haag en Standard Fémina de Liège werd met 1-0 gewonnen door Standard door een doelpunt van Vanity Lewerissa.

## Wedstrijdstatistieken
| ADO Den Haag | 0 - 1           | Standard Fémina de Liège |
| | goals (assists) | 52' Lewerissa |
| Sarina Wiegman-Glotzbach | coach           | Patrick Wachel |
| Barbara Lorsheijd Marleen Joore Paola van der Veen Mandy van Dijk 46' Sheila van den Bulk Renate Jansen 58' Yvette van der Veen Bouchra Moudou Roxanne Koopman 46' Lineth Beerensteyn 72' Kitty Susan | opstellingen    | Chloë Bellavia Imke Courtois Julie Biesmans 75' Aline Zeler Audrey Demoustier Julie Gregoire Berit Stevens 76' Cécile Degernier Maud Coutureels 46' Kim Moermans 86' Davina Philtjens |
| Ilse van der Windt 46' Brittany Persaut 46' Kimberley Vermeij 58' Esther Scheenaard 72' | wissels         | 46' Vanity Lewerissa 75' Carla Arbulu 76' Lola Wagnblum 86' Mélanie Mignon |
| Susan 79' | gele kaarten    | 36' Courtois 90+3' Mignon |
| | rode kaarten    | |

2011 · 2012